# Костобоки

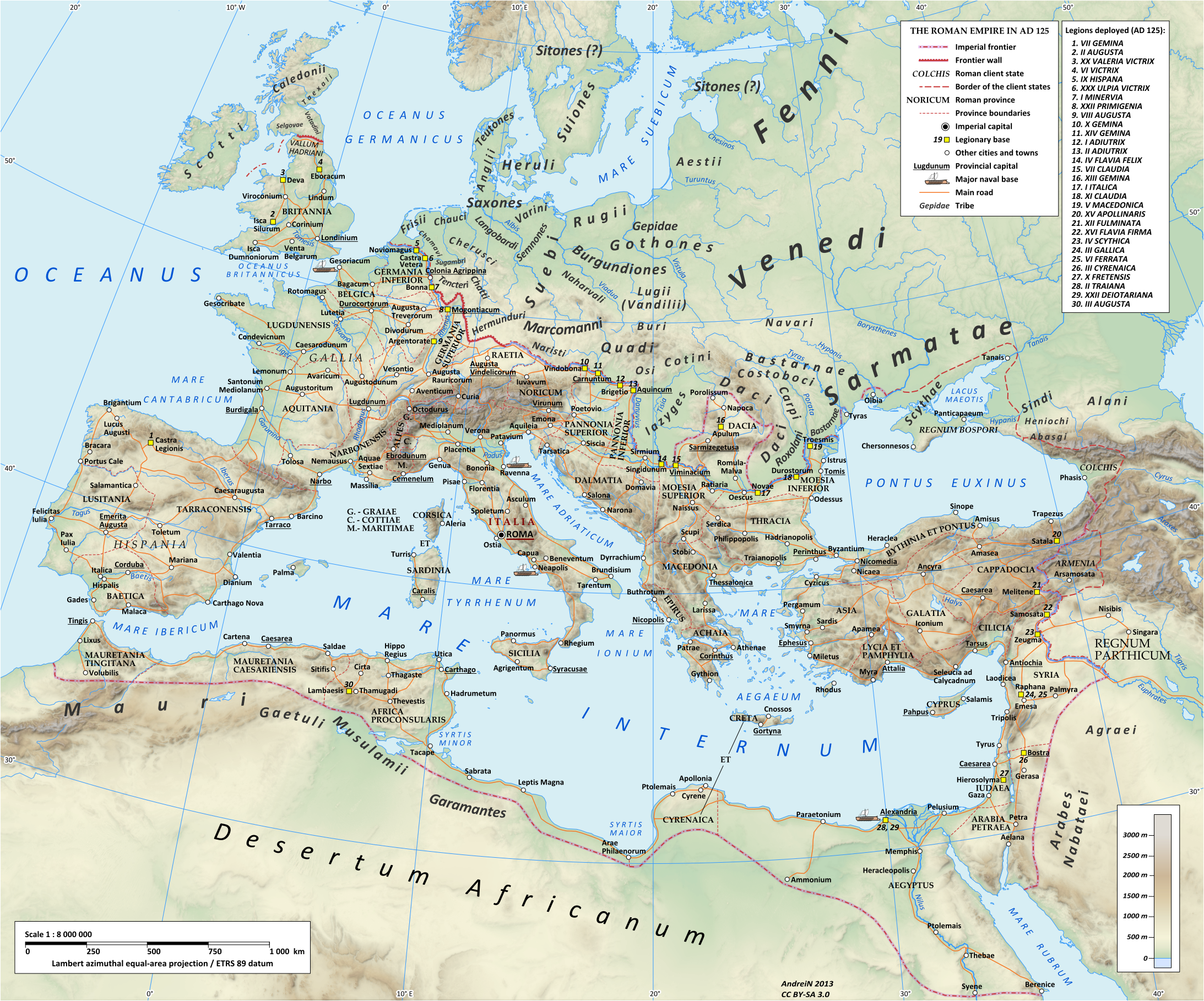
Костобоки в карпатском регионе на карте 125 года

Костобоки (лат. Costoboci, Costobocae, Castaboci, Castabocae, Coisstoboci, др.-греч. Κοστωβῶκοι, Κοστουβῶκοι, Κοιστοβῶκοι) — древний народ, обитавший, согласно античным авторам, в днестро-карпатском регионе. В 179 году костобоки вторглись в пределы римской провинции Дакия и прошли весь Балканский полуостров. Этническая принадлежность народа не ясна, ряд исследователей (Зеус[уточнить], В. Томашек, А. фон Премерштейн, В. Пырван, Н. Йорга, И. Й. Руссу, Г. Бикир и др.) относят этот народ к фракийцам, другие (П. Й. Шафарик, Л. Нидерле, Карличек[уточнить], З. Р. Неедлы, О. В. Кудрявцев) к славянам, третьи к кельтам, а четвёртые к сарматам.

## Этимология названия
Название племени в разных источниках пишется по-разному: в латинских — Costoboci, Costobocae, Castaboci, Castabocae, Coisstoboci, в древнегреческих — Κοστωβῶκοι, Κοστουβῶκοι, Κοιστοβῶκοι.
Согласно Иону Руссу, это фракийское сложное слово, означающее «сияющие». Первая часть является причастием Cos-to-, образованным от праиндоевропейского корня *kʷek̂-, *kʷōk̂- — «кажущийся, выглядящий, видимый»; вторая часть образована от праиндоевропейского корня *bhā-, *bhō- — «сиять», расширенного суффиксом -k-. Иван Дуриданов считает название дакским с неясной этимологией.
Некоторые учёные утверждают, что «costoboci» обладает кельтской этимологией.
Владимир Георгиев считает все этимологические теории, основанные на индоевропейских корнях или словах (так называемые Wurzeletymologien), «лишёнными научной ценности»: корни и слова сами по себе являются лишь реконструкцией, которая неизбежно является неполной; кроме того, от них может быть образовано множество слов сразу в нескольких индоевропейских языках. Таким образом, название Costoboci может означать «сияющие» и в языках, отличных от фракийского (например, в иранских или кельтских языках), или же вообще иметь отличный корень (или корни) от тех, что указал Руссу.

## Территория
Основная современная научная теория гласит о том, что костобоки располагались на севере или северо-востоке Римской Дакии. Некоторые учёные утверждают, что самое раннее упоминание этого народа содержится в «Естественной истории» Плиния Старшего, опубликованной в 77 году нашей эры, где описывается сарматское племя, названное Cotobacchi, жившее в нижней части долины реки Дон. Другие учёные оспаривают это отождествление, считая, что Cotobacchi — это другое племя.
Аммиан Марцеллин располагает костобоков между Днестром и Дунаем, вероятно — на северо-востоке современной римской провинции Дакия. В своей «Географии», опубликованной между 135 и 143 годами нашей эры, греческий географ Птолемей, похоже, обозначил, что костобоки населяли северо-запад или северо-восток Дакии. Кроме того, некоторые учёные отождествляют людей, названных Птолемеем Transmontanoi (дословно — «люди за горами»), находящихся на севере Карпатских гор, с дакийскими костобоками.

## Материальная культура

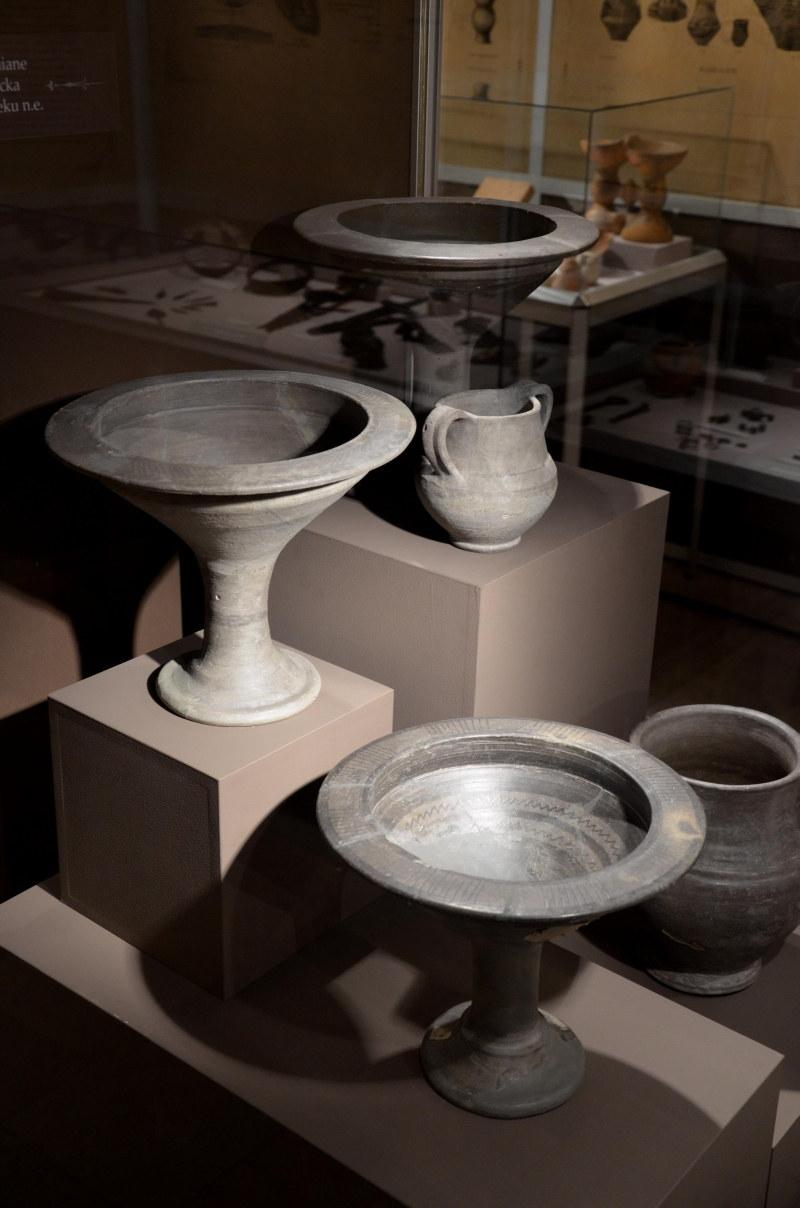
Керамика второго века липицкой культуры, связываемая некоторыми учёными с костобоками

Некоторые учёные связывают костобоков с липицкой культурой. Однако Роджер Бэтти, неохотно связывающий материальную культуру с групповой идентичностью, утверждает, что липицкая культура является либо подгруппой культуры костобоков, либо подгруппой культуры какого-то народа, которым правили костобоки.
Липицкая культура возникла в латенский период на севере Карпатских гор, в верхнем Днестровье и в бассейне реки Прут. Носители этой культуры вели малоподвижный образ жизни и занимались сельским хозяйством, животноводством, обработкой железа и гончарным делом. Их поселения не были укреплены и состояли из домов, частично врытых в землю или построенных прямо на поверхности, складских ям и печей. Археологами находится огромное число керамики различных видов (как созданных на гончарном кругу, так и ручной работы), которая по форме и оформлению схожа на керамику доримской Дакии. Недалеко от поселений находятся кладбища. Преобладающим обрядом погребения является кремация, а потому большая часть могил содержит урны с прахом, хотя есть и погребённые тела.

## Война с Римом
Во времена правления Марка Аврелия, Римская Империя вела Маркоманскую войну, в которой основная и наиболее протяжённая борьба велась против маркоманов, квадов и других народов, живших в середине Дуная. Со временем в анти-римскую коалицию были втянуты и костобоки.

### Вторжение в 170—171 годах
В 167 году римский V Македонский легион, вернувшийся с римско-парфянской войны, был перемещён из Троэзмиса в Потаиссу, чтобы защитить Дакию от атак маркоманов. В кампаниях на среднем Дунае также участвовали вспомогательные отряды из Мёзии, что оставило нижнедунайские границы практически беззащитными. Перехватив инициативу в 170 или 171 году, костобоки вторглись на римские территории. Встретив слабое сопротивление, они прошлись по провинциям Мёзия, Фракия, Македония и Ахея, разграбив их.

#### Северные Балканы
Перейдя Дунай, костобоки сожгли район Гистрии, ставший после этого заброшенным. Их атаки также затронули Каллатис, после которых стены города потребовали серьёзного ремонта. Две погребальные надписи, найденные в Civitas Tropaensium в Мёзии, были оставлены в память о римлянах, убитых во время атак: Люции Фуфидии Юлиане (лат. Lucius Fufidius Iulianus), дуумвире города, и мужчине по имени Даизий, сыне Комозоя (лат. Daizus Comozoi). Тем временем из солдат, отсоединённых от I Италийского и V Македонского легионов, была создана вексилляция, основной задачей которой была оборона от этих атак. Налётчики отправились на запад и достигли Дардании. В Мёзии было найдено надгробие, посвящённое Тимонию Дассу (лат. Timonius Dassus), декуриону ауксилии II Аврелиевой когорты дарданцев, павшему в бою с костобоками. Агрессия костобоков далее продолжилась на юг, через Македонию в Грецию.

#### Греция
В своём описании города Элатея в центральной Греции, путешественник и писатель Павсаний упоминает столкновение местного сопротивления с костобоками
Армия бандитов, называющих себя костобоками, в моё время захватившие Грецию, посетили, помимо прочих городов, и Элатею. После чего некий Мнесибул собрал вокруг себя группу людей и предал мечу множество варваров, однако и сам пал в бою. Этот Мнесибул выиграл множество наград за бег, среди которых были награды за пешие гонки и двойные гонки с щитом на 235 Олимпийских играх. На улице Бегунов в Элатее стоит бронзовая статуя Мнесибула.

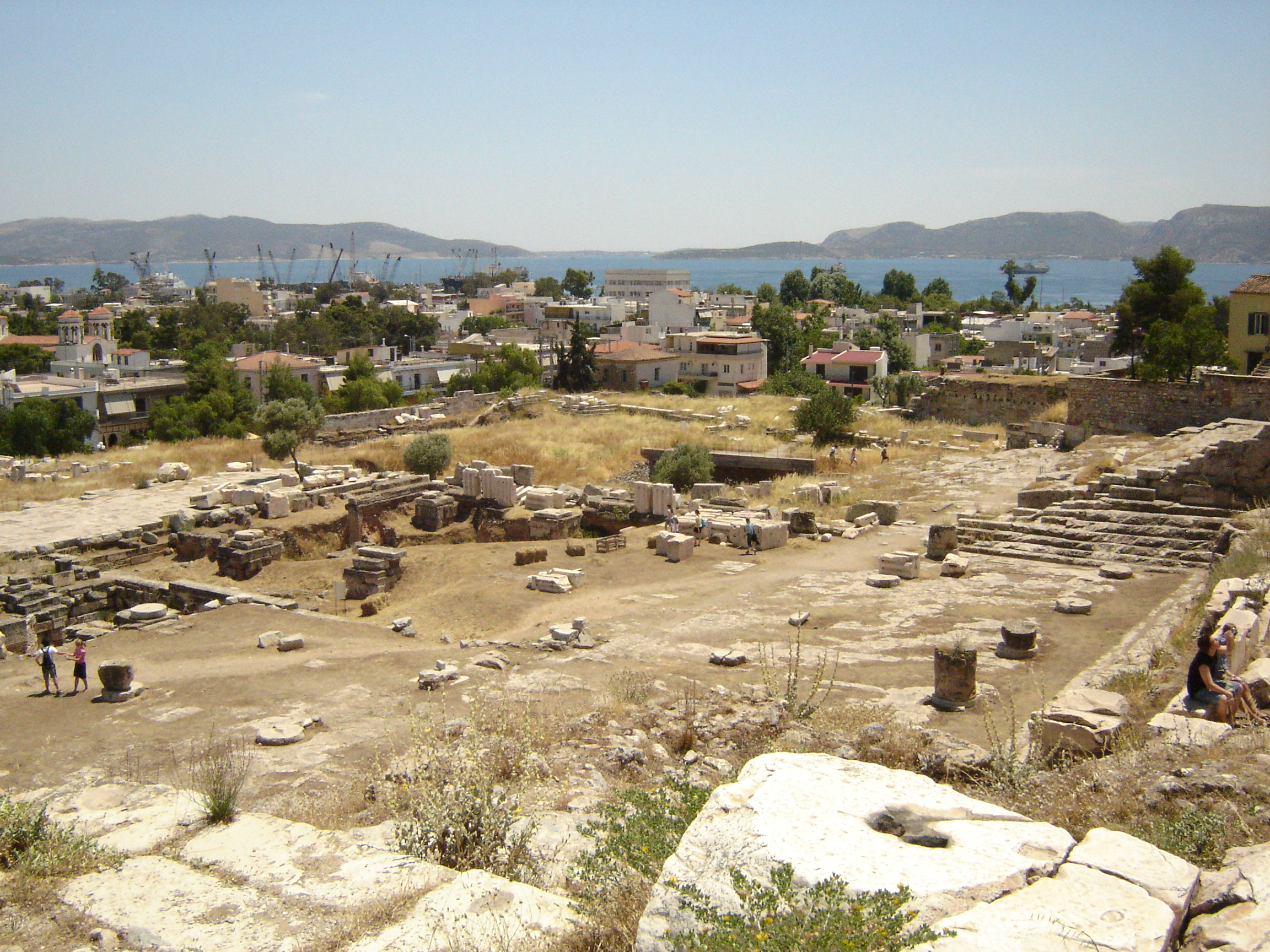
Развалины Элефсиса

Далее варвары достигли Афин, где разграбили храмы, где проводились знаменитые элевсинские мистерии. В мае или июне 171, оратор Элий Аристид провёл публичную речь в Смирне, оплакивая урон, нанесённый святым местам.
Даже с учётом того, что нападающие несли огромные потери, местное сопротивление было неэффективным, поэтому для зачистки остатков нападающих был послан прокуратор Люций Юлий Вехилий Грат Юлиан (лат. Lucius Iulius Vehilius Gratus Iulianus) с вексилляцией. Костобоки были повержены.

#### Дакия
В это же время костобоки могли атаковать Дакию. В Залещицком районе западной Украины была найдена бронзовая рука, принадлежащая Юпитеру Долихену. Предполагается, что она могла быть захвачена костобоками из Дакии. Некоторые учёные предполагают, что это произошло в бурный период, когда члены семьи царя Пиепора были высланы в Рим в качестве заложников.

### Приход вандалов
Вскоре после 170 года, к южным границам прибыло вандальское племя асдингов и предложило римлянам свою помощь в освобождении захваченных земель. Секст Корнелий Клемент, наместник провинции, отклонил их предложение, однако поддержал их нападение на костобоков, пообещав во время него защищать их женщин и детей. Хасдинги оккупировали территорию костобоков, однако вскоре были атакованы другим племенем вандалов, лакрингами. В конечном итоге оба племени стали союзниками Римской империи, что позволило римлянам сфокусироваться на среднем Дунае на маркоманской войне. Учёные расходятся во мнении, что в дальнейшем стало с оставшимися костобоками — возможно, они были покорены вандалами, или же они бежали в поисках убежища на прилегающую территорию карпов или в римскую провинцию Дакию.